# Cộng hòa Xã hội Ý
Cộng hòa Xã hội Ý (tiếng Ý: Repubblica Sociale Italiana, viết tắt là RSI), thường được biết đến như là Cộng hòa Salò (tiếng Ý: Repubblica di Salò), là một chính quyền bù nhìn của Đức Quốc xã trong suốt giai đoạn sau của Thế chiến thứ 2 (từ năm 1943 đến 1945). Là chế độ thứ nhì và sau cùng của chế độ phát xít Ý được lãnh đạo bởi Benito Mussolini và Đảng Phát xít Cộng hòa mang tính canh tân. Chế độ tuyên bố Roma là thủ đô nhưng trên thực tế thủ đô ở Salò (do tên thông tục), một thị trấn nhỏ ở Lkae Gordon, nơi Mussolini và Bộ Ngoại giao đặt trụ sở ở đó. RSI thực hiện chủ quyền trên danh nghĩa ở miền Bắc nước Ý, nhưng phần lớn phụ thuộc vào quân đội Đức quốc xã để duy trì quyền kiểm soát.

## Lịch sử
Vào ngày 3 tháng 9 năm 1943, Ý đã bí mật ký hiệp định đình chiến (thực tế là đầu hàng) với các Đồng minh phương Tây. Vào ngày 8 tháng 9, thỏa thuận được Radio phát sóng lúc 5 giờ 30 phút chiều tại Algiers, nửa giờ sau, Tướng Dwight D. Eisenhower của Hoa Kỳ đã xác nhận điều đó bằng dòng chữ: "Chính phủ Ý đã ra lệnh cho các lực lượng vũ trang của mình đầu hàng mà không có điều kiện".
Vào lúc 19 giờ 45 phút, Thống chế Pietro Badoglio tuyên bố triệt để rằng vào ban đêm, quân đội sẽ bị giải tán; Vài ngày sau, khi quân Đức chiếm Roma, ông chạy trốn về phía nam đến Brindisi. Benito Mussolini đã bị chính quyền Ý bắt giữ, nhưng vào ngày 12 tháng 9 đã được thả bởi lính nhảy dù Đức.
Các nhà lãnh đạo phát xít muốn tiếp tục cuộc kháng chiến đã thành lập Cộng hòa Xã hội ở phía bắc, mặc dù họ đã chiến đấu ở đó bởi các Đảng phái Ý. Mussolini vào ngày 23 tháng 9 đã trở thành lãnh đạo của nước Cộng hòa.
Cộng hòa có luật riêng, gửi thư có tem, quân đội (Esercito Nazionale Repubblicaano viết tắt ENR nghĩa là Quân đội Cộng hòa Quốc gia) và radio, thậm chí cả biển hiệu xe hơi.